# 弥涅耳瓦的基督 (第一个版本)

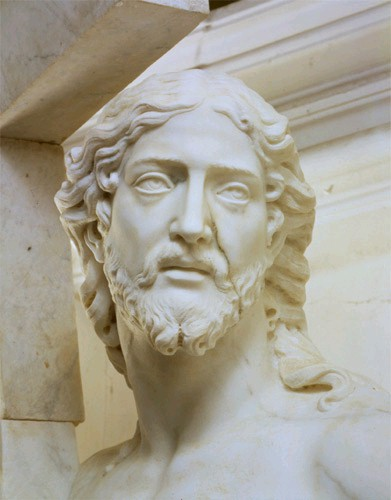
黑色纹理

弥涅耳瓦的基督的第一个版本（Primo Cristo della Minerva）是米开朗基罗的一尊大理石雕塑，创作于1514-1516年，现藏于意大利维泰博省巴萨诺罗马诺的圣味增爵修院教堂。

## 历史
1514年，梵蒂冈圣伯多禄大殿神父贝尔纳多·琴乔、马里奥·斯卡普、彼得罗·保罗·卡斯特拉诺和梅泰罗·瓦里订制一尊复活基督的雕像，放在罗马神庙遗址圣母圣殿。米开朗基罗努力地创作这尊雕像，是一个站立的全裸人物，手握十字架，但一条令人不快的黑色脉络正好出现在基督的脸上，使整个作品作废。在合同规定的四年结束时，即1518年，米开朗基罗开始了第二个版本，于1520年3月完成，并送至罗马交付。
第一个未完成版本由梅泰罗·瓦里获得，放在他在罗马的宫殿里。1556年尤利西斯·阿尔多夫兰迪曾在花园里看到了这件作品。1607年，它在古董市场上出售，艺术鉴赏家文森佐·朱斯蒂尼亚尼侯爵以低廉的价格收购，丰富他的古代雕像画廊。那是反宗教改革的年代，裸体的基督被认为是淫秽的，侯爵用一条丁字裤把它包起来，又将口型略作改变，微微开口。
此后几个世纪，人们认为这件作品不可能是米开朗基罗的作品，而是由17世纪的一位匿名雕塑家完成的。1644年，文琴佐侯爵的继承人安德烈亚·朱斯蒂尼亚尼亲王将雕像移到巴萨诺罗马诺的家族教堂陵墓，至今仍可见。
随着时间的推移，人们多次尝试寻找消失的第一个版本，但都没有成功。直到2001年，人们在巴萨诺罗马诺的圣味增爵修院重新发现了这尊十字架基督，认为这尊雕像很可能是米开朗基罗留下来的作品。经过清理，发现了面部的黑色纹理，得出结论，这正是丢失的米开朗基罗雕塑。这尊雕像已在意大利和国外的多个展览中展出，其中最重要的是在柏林、伦敦、墨西哥和罗马的卡比托利欧博物馆。